# 善導寺郵便局
善導寺郵便局（ぜんどうじゆうびんきょく）は福岡県久留米市にある郵便局である。民営化前の分類では無集配特定郵便局であった。

## 概要
住所：〒839-0824 福岡県久留米市善導寺町飯田283-5
1995年（平成7年）までは、久留米市東部の旧善導寺町等の区域を所管する集配特定郵便局であった。久留米市内の郵便物集配体制の再編により同年10月に集配業務を久留米東郵便局に移管して無集配局となった。

## 沿革
- 1874年（明治7年）12月16日 - 開局[2]。後の善導寺町・草野町・大橋村・大堰村・大城村・山本村・金島村の区域の郵便物集配業務を所管[2]。
- 1891年（明治24年）2月16日 - 内国為替業務・貯金業務の取扱を開始[2]。
- 1904年（明治37年）3月16日 - 内国電信業務を開始[2]。
- 1911年（明治44年）11月1日 - 電話通話業務を開始[2]。
- 1929年（昭和4年）3月1日 - 電話交換業務を開始[2]。
- 1931年（昭和6年）2月11日 - 草野郵便局の開局に伴い、草野町・大橋村の郵便物集配業務を同局に移管[2]。
- 1931年（昭和6年）4月1日 - 片ノ瀬郵便局の開局に伴い、大堰村の郵便物集配業務を同局に移管[2]。
- 1935年（昭和10年）6月20日 - 善導寺村（当時）大字飯田609-1番地に局舎を新築し移転[2]。
- 1968年（昭和43年）3月31日 - 草野郵便局の郵便物集配業務を廃止[3]。当局に移管。
- 1971年（昭和46年）7月23日 - 電話交換業務を廃止し、久留米電報電話局に移管[4]。
- 1995年（平成7年）10月9日 - 郵便物集配業務を久留米東郵便局に移管し、無集配局となる[1]。
- 2007年（平成19年）10月1日 - 民営化。
- 2012年（平成24年）10月1日 - 日本郵便株式会社発足。

久留米市内の郵便物集配業務は、1967年（昭和42年）の善導寺町・筑邦町等の久留米市への編入合併後、統合・再編が行われ、1985年（昭和60年）の時点では久留米・久留米南・善導寺の三集配局体制となっていた。その後、1995年10月の集配局再編では久留米・久留米東の二集配局体制となった。

## 取扱内容
集配業務は行わず、窓口業務のみ行う。
- 郵便、印紙、ゆうパック、内容証明
- 貯金、為替、振替、振込、国債
- 生命保険、バイク自賠責保険
- ゆうちょ銀行ATM

## 周辺
- 善導寺
- 久留米市立屏水中学校
- 久留米市役所耳納市民センター

## アクセス
- JR久大本線 善導寺駅から徒歩約8分
- 西鉄バス久留米 善導寺停留所下車
- 駐車場あり: 6台